# Linea chiara
La linea chiara (ligne claire in francese) è un particolare stile di disegno impiegato nella realizzazione di fumetti caratterizzato da un segno sottile, pulito ed elegante. Viene fatto risalire a Hergé, autore delle Avventure di Tintin, e successivamente imitato da molti suoi colleghi belgi e francesi.

## Caratteristiche

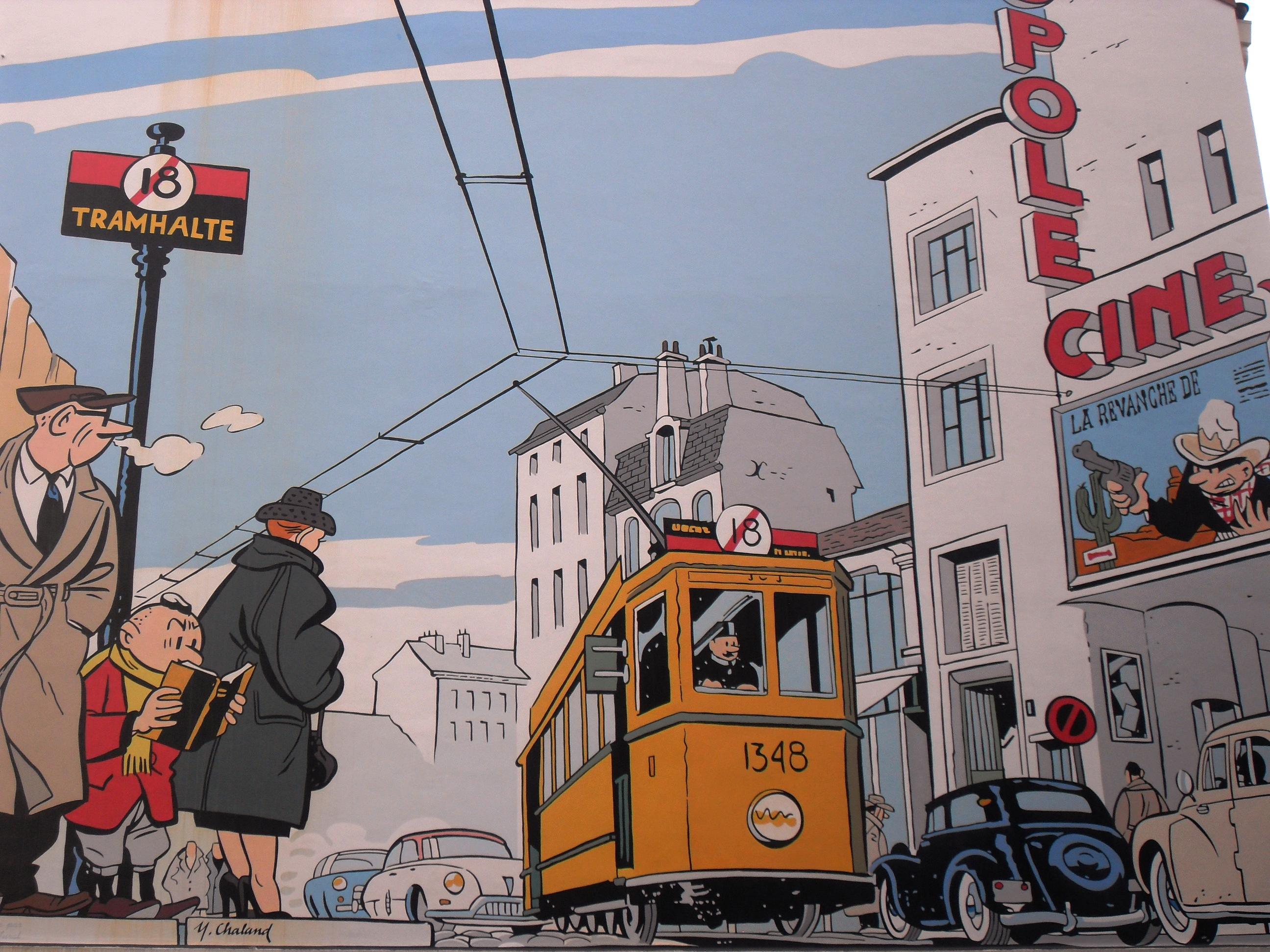
Esempio di linea chiara: estratto dalla bande dessinée belga "Le Jeune Albert" di Yves Chaland.

La caratteristica saliente della ligne claire consiste in un segno grafico chiaro e preciso, improntato a un tratto di grande pulizia ed estrema leggibilità, segnato da linee nere, solo lievemente e morbidamente modulate, generalmente aliene da tratteggi e sfumature. Il segno grafico che distingue la ligne claire delimita con nettezza contorni chiusi, in cui ogni elemento della composizione grafica è trattato uniformemente, sia esso persona, vestito, animale, macchina, dettaglio architettonico, ecc. La chiarezza del segno è ulteriormente sottolineata dalla consapevole e ricercata assenza di ogni ombreggiatura e dall'uso limitato delle campiture nere che, ove presenti, sono sempre piene, in un disegno complessivamente esente da ogni sorta di «sporcatura», in cui la sintesi grafica delle forme mette da parte ogni segno inutile, superfluo, o eccedente rispetto allo scopo.
Lo stile della ligne-claire di area francofona non si segnala unicamente per la nitidezza dell'espressione grafica, ma si accompagna a un particolare stile narrativo che si caratterizza per la predilezione per vignette di dimensioni regolari: si tratta delle "quattro strisce regolari", che rimangono tuttora la cifra stilistica della bande dessinée di area francese, su cui sono distribuite regolarmente "tredici vignette", 3 o 4 per striscia. Le immagini nelle vignette sono inquadrate di norma su campi lunghi o almeno piani larghi, alternati a campi stretti, in cui vengono evitati di regola i primi piani, con l'effetto di sottolineare l'attenzione all'ambiente circostante piuttosto che focalizzarla sulla figura dei personaggi. Altro aspetto grafico caratteristico di questo stile narrativo è la sagoma dei balloon (i fumetti che circoscrivono i dialoghi), di forma quadrangolare anziché tondeggiante, contenenti spesso molto testo, una scelta narrativa, quest'ultima, anch'essa tipica della produzione fumettistica francofona.

## Storia
La polirematica è stata coniata nel 1977 dal disegnatore olandese Joost Swarte, che utilizzò l'espressione olandese Klare lijn, appunto linea chiara, per definire lo stile di Hergé in occasione dell'esposizione Tintin tenutasi a Rotterdam in quell'anno.
La linea chiara è considerato un tratto peculiare e originario della bande dessinée di area franco-belga, una cifra stilistica che, fin dai primissimi esordi delle bandes dessinées, ha marcato l'autonomia di stile dell'area francofona rispetto alla lezione fumettistica statunitense.
La si rintraccia in quello che può essere considerato il primo fumetto francese, Bécassine del pioniere Joseph Pinchon, pubblicato nel 1905 sulla Semaine de Suzette. L'evoluzione stilistica del fumetto alla francese si compirà in parte con Alain Saint-Ogan e il suo Zig et Puce, pubblicato nel 1925 su Le Dimanche Illustré, rivista per l'infanzia, licenziata come supplemento settimanale del giornale Excelsior. Zig et Puce si presenta con un segno grafico privo di riferimenti stilistici al cartoon di provenienza americana.
Ma l'autore che porterà questo stile agli esiti più maturi sarà Hergé, pseudonimo di Georges Prosper Remi, l'autore delle Avventure di Tintin.
In seguito, e soprattutto con gli anni settanta e ottanta, la modalità espressiva della 'linea chiara' conoscerà un notevole successo anche al di fuori dell'area francofona, soprattutto in Italia con Giancarlo Alessandrini creatore grafico di Martin Mystère.